# Trupanea decepta
Trupanea decepta är en tvåvingeart som beskrevs av Hardy 1970. Trupanea decepta ingår i släktet Trupanea och familjen borrflugor. Inga underarter finns listade i Catalogue of Life.